# Concílio de Constantinopla de 861
O Concílio de Constantinopla de 861, também conhecido como Protodeutera, foi um importante Concílio da Igreja, convocado por iniciativa do Imperador Miguel III de Bizâncio e do Patriarca Fócio I de Constantinopla, e com a presença de legados do Papa Nicolau I. O Concílio confirmou a deposição do ex-patriarca Inácio de Constantinopla e sua substituição por Fócio. Várias questões dogmáticas, eclesiológicas e litúrgicas também foram discutidas e dezessete cânones foram produzidos. decisões do Concílio foram inicialmente aprovadas pelos legados papais, mas sua aprovação foi posteriormente anulada pelo Papa. Apesar disso, o Concílio é considerado válido pela Igreja Ortodoxa Oriental. 

## História

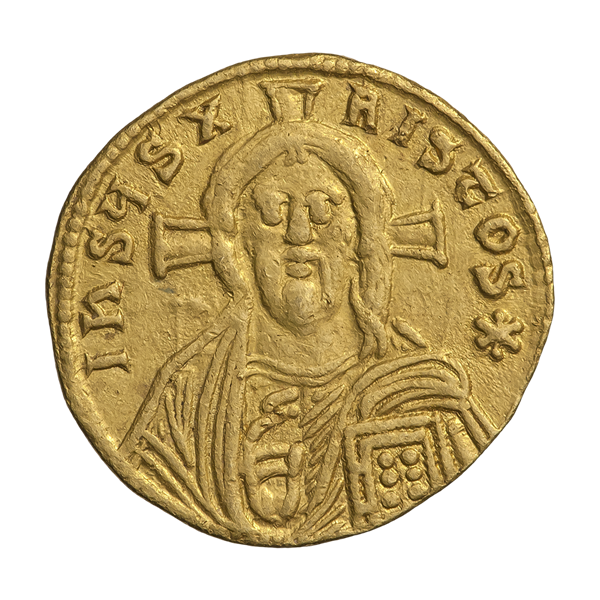
Representação de Jesus Cristo no sólido dourado do imperador bizantino Michael III (842-867)

Em 860, o imperador bizantino Michael III (842-867) e o patriarca Fócio I de Constantinopla decidiram convocar um grande concílio da igreja para resolver várias questões doutrinárias, eclesiológicas e litúrgicas. Eles se aproximaram do papa Nicolau I (858-867), que decidiu enviar seus representantes ao Concílio. Os legados papais, os bispos Radoaldo do Porto e Zacrias de Anagni, foram bem recebidos em Constantinopla, e logo após sua chegada o Concílio foi convocado na primavera de 861. Entre as principais questões discutidas no Concílio, as mais significativas foram as várias questões sobre questões anteriores. (858) depoimento do ex-patriarca Inácio de Constantinopla, e em conexão com isso as questões relativas à validade canônica da nomeação e à rápida promoção de seu sucessor, o patriarca Fócio I. Após extensa deliberação, o Concílio confirmou a validade de deposição anterior de Inácio e eleição de Fócio. Tais conclusões também foram aprovadas pelos legados papais no Concílio, mas sua aprovação foi mais tarde (863) anulada pelo Papa.